# Kabupaten Maluku Barat Daya
Kabupaten Maluku Barat Daya (engelska: Southwest Maluku Regency) är ett kabupaten i Indonesien.   Det ligger i provinsen Moluckerna, i den östra delen av landet, 2 100 km öster om huvudstaden Jakarta. Antalet invånare är 70 714. Kabupaten Maluku Barat Daya ligger på ön Pulau Wetar.